# Сухаревка (приток Камы)
Сухаревка — река в России, протекает в Каракулинском районе Удмуртии. Правый приток Камы.

## География
Река Сухаревка течёт в восточном направлении по открытой местности. Устье реки находится у деревни Сухарево в 228 км по правому берегу реки Кама. Длина реки составляет 10 км. В районе реки ведётся добыча нефти.
Система водного объекта: Кама → Волга → Каспийское море.

## Данные водного реестра
По данным государственного водного реестра России, относится к Камскому бассейновому округу, водохозяйственный участок реки — Кама от Воткинского гидроузла до Нижнекамского гидроузла, без рек Буй (от истока до Кармановского гидроузла), Иж, Ик и Белая, речной подбассейн реки — бассейны притоков Камы до впадения Белой. Речной бассейн реки — Кама.
Код объекта в государственном водном реестре — 10010101412111100016677.